# 希腊政府
希臘政府（希臘語：Yπουργικό Συμβούλιο）是希臘共和國的中央政府，由希腊总理領導組成部長會議。希臘為議會制國家，總理及內閣閣員由國會多數黨黨員出任，形式上經由希腊总统任命。